# Bill Daily

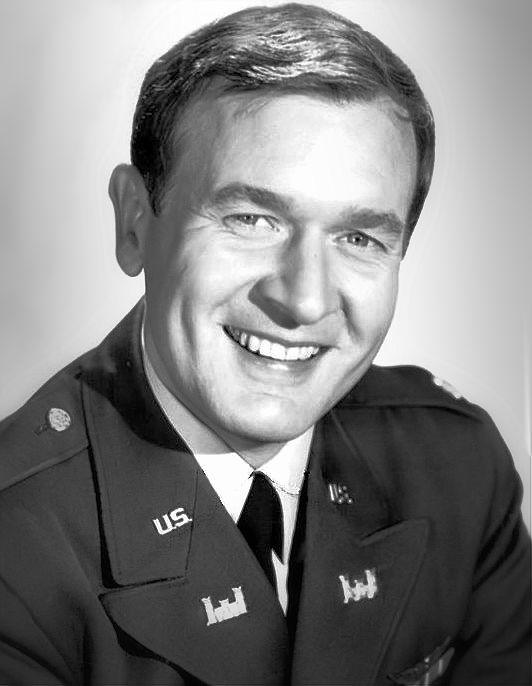
Bill Daily nel 1969, in una foto pubblicitaria di Strega per amore.

Bill Daily (Des Moines, 30 agosto 1927 – Santa Fe, 4 settembre 2018) è stato un attore statunitense.

## Biografia
Nato il 30 agosto 1927 a Des Moines, figlio di Fern Ellis e Raymonde Daily. Due settimane dopo la nascita di suo figlio, il padre di Daily è uscito per prendere una pagnotta e non è più tornato. Nel 1939, Daily e la sua famiglia si trasferirono da Des Moines a Chicago, dove trascorse il resto della sua giovinezza. Dopo essersi diplomato alla Lane Technical,  Bill Daily inizia la propria carriera nel 1954, partecipando a numerose produzioni televisive. Tra i suoi ruoli principali vi sono il maggiore Roger Healy di Strega per amore (1965-1970) e Howard Borden in The Bob Newhart Show (1972-1978).
Si è spento a 91 anni il 4 settembre 2018 nella sua casa a Santa Fe, nel New Mexico.
Fu attore noto al grande pubblico soprattutto per aver recitato accanto a Larry Hagman nella serie tv Strega per amore, trasmessa con grande successo tra il 1965 e il 1970. Interpretando il Maggiore Roger Healey, amico di Jeannie e Hagman, Bill Daily raggiunse una grandissima popolarità. In seguito ha lavorato soprattutto in tv recitando in diverse serie televisive.
Daily rimase orfano di padre quando era ancora giovane. Dopo aver lasciato la scuola, tentò di affermarsi come musicista suonando il basso con gruppi jazz in numerosi club del Midwest. Si arruolò nell’esercito degli Stati Uniti e prestò servizio nella guerra di Corea. Successivamente cominciò a lavorare in tv recitando in diverse produzioni. Oltre ad aver recitato in Strega per amore, la serie di maggior successo che lo ha visto protagonista, Bill Daily ha lavorato anche in The Bob Newhart Show interpretando pilota Howard Borden e in Alf in cui ha dato il volto al Dr. Larry Dykstra. Tra gli altri suoi lavori si ricordano Mary Tyler Moore, Love, American Style, Luna di miele e Starting from Scratch. Negli anni '80 riuscì ad ottenere il ruolo del protagonista in una serie dal titolo Small & Frye che, però, non ebbe il successo sperato e fu trasmessa solo per tre mesi.
Dopo la lunga carriera televisiva, Daily diventò il direttore della New Mexico Film Commission. Daily, un amante della magia per tutta la vita, ha realizzato tre programmi incentrati su giovani maghi chiamati Hocus-Pocus Gang di Bill Daily, trasmessi nel 1982 e 1983.
Daily si è sposato la prima volta con Patricia Anderson, nel 1949; nel 1976, la coppia ha divorziato. Insieme hanno adottato due figli: Patrick, cineoperatore, e Kimberley, quest'ultima deceduta prima del padre.
Nel 1980 sposò Vivian Sanchez, con la quale viaggiò a lungo on the road, eseguendo per due anni Lover's Leap. In seguito lui e Sanchez divorziarono.
Nel 1993, Daily si sposa per la terza volta con Becky. La coppia è rimasta insieme fino alla morte di lei nel 2010. Il loro manager e addetto stampa era Patterson Lundqvist.
Daily è morto per cause naturali il 4 settembre 2018 a Santa Fe, cinque giorni dopo aver compiuto 91 anni. Le sue ceneri sono state sparse fuori Santa Fe. La sua morte è stata annunciata dalla sua famiglia tre giorni dopo.